# QRpedia
QRpedia – system oparty na internecie mobilnym, który wykorzystuje kody QR, aby dostarczyć użytkownikowi artykuły z Wikipedii w jego preferowanym języku. W przeciwieństwie do tradycyjnych systemów rozpoznawania kodów QR, QRpedia rozpoznaje preferowany język urządzenia użytego do skanowania kodu (na przykład smartfonu czy tabletu) i prezentuje czytelnikowi artykuł w jego wersji językowej, niezależnie od wersji użytej do wygenerowania oryginalnego linku.
System został po raz pierwszy zastosowany w Derby Museum and Art Gallery w 2011 roku. Od tego czasu stosuje go kilkadziesiąt instytucji kultury i miast na całym świecie. Kody prowadzące do haseł Wikipedii znaleźć można m.in. w ogrodach zoologicznych w Sofii, Skopje i Poznaniu, na zabytkach w dzielnicy Praga 10, obok dzieł sztuki w kościele św. Pawła w Birmingham, rozsiane są po mieście Monmouth (część projektu Monmouthpedia), towarzyszą eksponatom w Archiwum Narodowym Wielkiej Brytanii, muzeum Fundació Joan Miró czy Estońskim Muzeum Sportu w Tartu.
Strony projektu QRpedia i prawa do niego zostały przekazane przez autorów nieodpłatnie Wikimedia UK, która dla zarządzania nimi powołała spółkę o nazwie Cultural Outreach Limited. Stojące za projektem oprogramowanie dostępne jest na wolnej licencji X11.

## Proces
Gdy użytkownik skanuje kod QR przygotowany przez system QRpedia, urządzenie dekoduje kod na adres URI i wysyła zapytanie do serwera QRpedia. Przesyłany jest także język, który jest wykorzystywany na telefonie. Serwer następnie wykorzystuje API Wikipedii, aby sprawdzić, czy istnieje dany artykuł w dostarczonym języku; jeśli istnieje, użytkownik zostaje przekierowany na odpowiednią stronę. Dzięki temu np. turysta odwiedzający zagraniczne muzeum może otrzymać tekst przetłumaczony na jego rodzimy język.

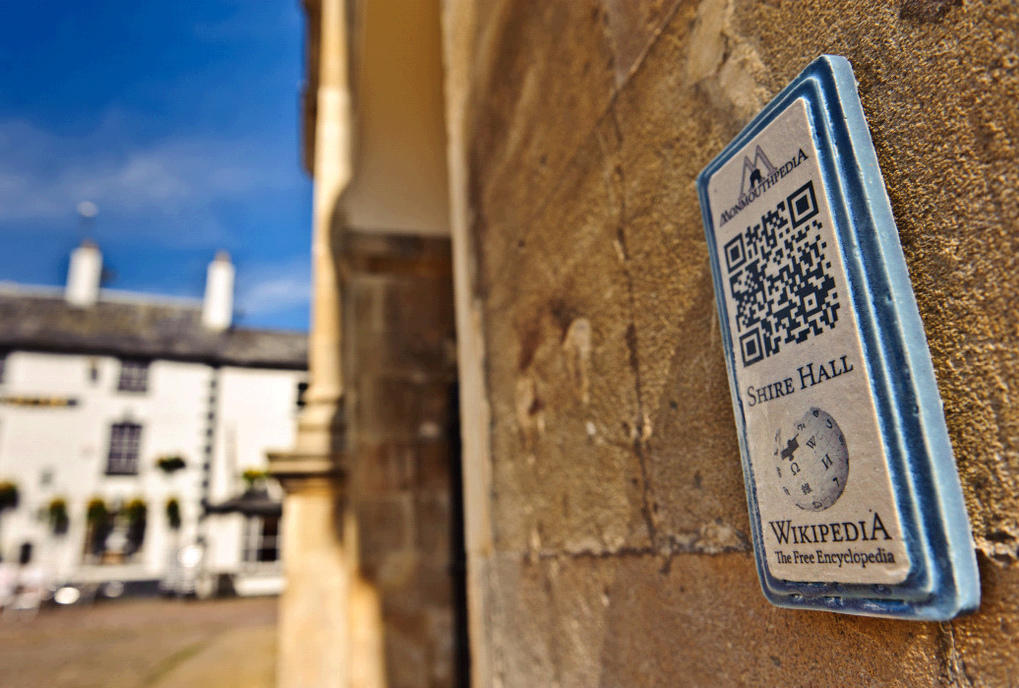
Plakietka z kodem QRpedii prowadzącym do hasła o Shire Hall w mieście Monmouth

Każdy może wygenerować kod QRpedii – w tym celu należy wejść na główną stronę projektu i wkleić artykuł z dowolnej wersji Wikipedii. Kody te można bezpłatnie wykorzystać w dowolnym muzeum czy galerii.
QRpedia tworzy także statystyki na podstawie wyświetleń artykułów.